# Marcellus-Statue

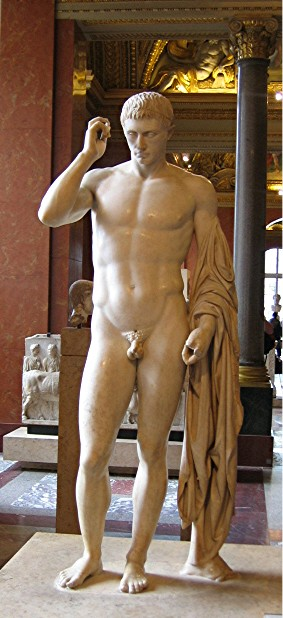
Die Marcellus-Statue

Die Marcellus-Statue stellt Marcellus (42–23 v. Chr.), den Neffen des Augustus, dar. Die Statue wurde früher für eine Darstellung des Germanicus gehalten, auch die Identifizierung mit Marcellus ist nicht sicher.
Die Statue stellt ihn als einen Redner in der Pose des Hermes Logios, des Gotts der Redekunst im Typus des Hermes Ludovisi mit erhobener rechter Hand und einer Schildkröte an seiner Seite  dar. In dieser Art wurden erstmals die gefallenen Helden der Schlacht von Koroneia (447 v. Chr.) dargestellt. Die Marmorstatue hat eine Höhe von 1,80 m. Die Schildkröte trägt den Namen des Künstlers Kleomenes:
ΚΛΕΟΜΕΝΗΣ
ΚΛΕΟΜΕΝΟΥΣ
ΑΘΗΝΑΙΟΣΕ
ΠΟΙΗΣΕΝ
(„Kleomenes, der Sohn des Kleomenes aus Athen“)
Vor 1590 befand sich die Skulptur in der römischen Villa Montalto Negroni des Papsts Sixtus V. 1664 wurde sie von Ludwig XIV. nach Frankreich überführt und in der Spiegelgalerie von Schloss Versailles ausgestellt. 1802 wurde die Statue in den Louvre gebracht, wo sie noch heute zu sehen ist.